# Ignace Sadkovski (évêque orthodoxe)
Pour les articles homonymes, voir Ignace.
L'évêque Ignace (Игнатий), dans le monde Sergueï Sergueïevitch Sadkovski (Серге́й Серге́евич Садко́вский), né le 21 octobre 1887 à Moscou et mort le 9 février 1938, au goulag (camp de Kouloï, oblast d'Arkhanguelsk), est un évêque de l'Église orthodoxe russe, qui fut évêque de l'éparchie de Skopine et vicaire épiscopal (c'est-à-dire évêque suffragant) de l'éparchie de Riazan.
Il est inscrit à la liste des saints de l'Église orthodoxe russe en 2002.

## Biographie

### Enfance
Il naît dans la famille du prêtre Sergueï Maximovitch Sadkovski, recteur de l'église Sainte-Sophie de la rue Pouchetchnaïa à Moscou, parmi sept enfants. Il est profondément pieux depuis l'enfance, servant dès l'âge de 7 ans.

### Éducation
Il termine en 1901 le séminaire de Zaïnospasskoïe et en 1907 le grand séminaire de Moscou, puis entre à l'académie théologique de Moscou pour préparer sa thèse. Il prononce ses vœux en 1910, est ordonné hiérodiacre en 1911 et ensuite hiéromoine.
Il termine en 1911 l'académie théologique de Moscou en 1911. Sa thèse porte sur Ignace (Briantchaninov) et sa vision ascétique du monde.
Le 7 août 1911, il commence à enseigner au séminaire de Toula et il est nommé en plus en octobre bibliothécaire adjoint de l'académie théologique de Moscou. Il continue ses travaux de recherche sur Ignace (Briantchaninov) 1807-1867.

### Hiéromoine du monastère Saint-Zossime
Le hiérodiacre Ignace se sent attiré par une vie ascétique solitaire, dont un exemple pour lui est le monastère Saint-Zossime de Smolensk  avec ses starets. Il prend comme directeur spirituel le hiéroskimoine Alexis (Soloviev) qui vivait en ermite. Il abandonne son poste de bibliothécaire pensant vouer sa vie à Saint-Zossime. Plus tard, il est confesseur des frères comme hiéromoine auprès des reliques de saint Daniel du monastère Saint-Daniel de Moscou, sous la direction de son supérieur, l'évêque Théodore (Pozdieïevski), ancien recteur de l'académie théologique de Moscou. 

### Évêque

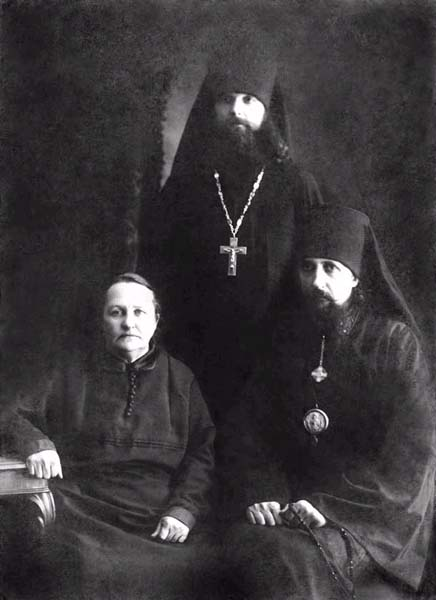
Photographie des frères Ignace et Léon Sadkovski avec leur mère Élisabeth Sadovskaïa.

Le 5 avril 1920, il est nommé évêque de Beliov, vicaire épiscopal (c'est-à-dire suffragant) de Toula. 
En 1922, après l'arrestation de l'évêque de Toula, Juvénal (Maslovski), il est évêque nommé (c'est-à-dire qu'il dirige l'éparchie). Il ne reconnaît pas le mouvement « Rénovation » favorisé par les autorités pour concurrencer la hiérarchie. Il déclare : « Le gouvernement canonique de l'Église, c'est le patriarche Tikhon de Moscou Tous les autres gouvernements mis en place aujourd'hui avec le soutien du pouvoir soviétique sont anticanoniques et hérétiques. » En réponse, les « rénovateurs » le retirent de l'administration du diocèse et, en décembre 1922, annoncent sa mise à la retraite.
À l'initiative de l'évêque Ignace, une communauté orthodoxe est fondée à Beliov sous le vocable de la Transfiguration du Sauveur. Des moines expulsés de leurs monastères, des membres de l'intelligentsia, des paysans et de simples citoyens en font partie. Les objectifs de la communauté étaient de « répandre la lumière de la doctrine évangélique parmi les chrétiens, qui font du salut de leur âme la base de toute leur vie ; l'éducation morale et chrétienne des croyants sur la base de l'enseignement du Christ Sauveur et de sa Sainte Église sur l'amour et l'humilité et la préservation du culte de l'Église selon les statuts créés par les Saints Pères et ascètes de la foi et de la piété ». Malgré les persécutions des autorités, la communauté dure jusqu'en 1937, date à laquelle elle est détruite, et nombre de ses participants - dont l'évêque Nikita (Pribytkov) - sont fusillés. 

### Arrestations, exil, goulag
Le 17 janvier 1923, il est arrêté pour « agitation contrerévolutionnaire » avec son frère, le hiéromoine Georges. Il est condamné à trois ans de travaux forcés. Il est emprisonné à la prison de Beliov, puis à celle de Toula et ensuite à la prison de la Taganka de Moscou. Le 14 septembre 1923, il est déporté avec son frère au camp de Solovki à régime spécial. Il prend part en 1926 à la pétition de Solovki envoyée au gouvernement de l'URSS de la part des évêques orthodoxes des îles de Solovki. Il tombe gravement malade de tuberculose.
Il est libéré en 1926 et retourne à Beliov, mais il est encore arrêté à la fin de l'année. Il reste un mois et demi en prison en profitant pour recevoir en secret des vœux monastiques et organiser des « monastères souterrains ». 
En 1929, il est arrêté avec son frère de nouveau sur dénonciation de participants au mouvement Rénovation. Une réunion spéciale du directoire collégial de la Guépéou du 12 juillet 1930 le condamne à trois ans de camp de concentration. Il est déporté dans l'oblast d'Arkhanguelsk. Il est libéré en juin 1932 et retourne à Toula, 
Le 3 février 1933, il devient évêque de Skopine, vicaire épiscopal de Riazan qui est alors dirigé par Juvénal (Maslovski).
Le 17 septembre 1935, il  est transféré au siège de Lipetsk, mais une semaine plus tard il retourne à celui de Skopine. 
Il est arrêté le 20 février 1936 et condamné à cinq ans de, relégation dans le Nord. Il habite à Kegoostrov dans l'oblast d'Arkhanguelsk, mais il est à nouveau arrêté et enfermé à la prison d'Arkhanguelsk. Le NKVD le condamne à dix ans de déportation au camp de concentration de Kouloï où il meurt le 9 février 1938. Il est enterré dans un lieu inconnu. D'après les souvenirs de ses contemporains « son regard reflétait sa pureté enfantine et sa disposition spirituelle intérieure. Son visage était spiritualisé, surtout lors de ses services divins. Il était toujours facile dans ses rapports avec les gens, miséricordieux et disponible pour tout le monde. Il ne condamnait personne, il était indulgent envers tout le monde et seulement strict envers les Rénovateurs. »

## Canonisation
En préparation de la canonisation des nouveaux martyrs et confesseurs, par le patriarcat de Moscou en 1981 (encore sous le régime soviétique), son nom a été inclus dans le projet de liste des nouveaux martyrs et des confesseurs de Russie. En même temps, il y est indiqué qu'il n'a pas reconnu le métropolite Serge. Lorsque la liste des nouveaux martyrs et confesseurs a été publiée par le patriarcat à la fin des années 1990, le nom de Mgr Ignace n'y figurait pas avec les noms d'autres évêques parmi les partisans du métropolite Serge.
Le 17 juillet 2002, le Très Saint-Synode l'inclut à la liste des nouveaux saints russes martyrs et confesseurs de la foi du XXe siècle. Sa mémoire est célébrée le 28 janvier (10 février) pour les saints de Riazan et sa fête comme les autres nouveaux martyrs  russes du XXe siècle.

## Travaux
- (ru) В поисках живого Бога: (Преосвященный Игнатий Брянчанинов и его аскетическое мировоззрение). М., 1913.
- (ru) Изречения еп. Игнатия (Брянчанинова), извлеченные из писем его к монахам. / Сообщил иером. Игнатий (Садковский). // «Богословский вестник». 1913, № 2.
- (ru) Письма высокопр. митрополита Киевского Филарета (Амфитеатрова) к настоятелю Троицкой Сергиевой пустыни архим. (впоследствии епископу) Игнатию Брянчанинову. / Сообщил иером. Игнатий (Садковский). // «Богословский вестник». 1913, № 2.
- (ru) Lettres de l'évêque Ignace (Briantchaninov) à diverses personnes  / Hiéromoine Ignace (Sadkovski). // «Богословский вестник». 1913, juin.

## Famille
- Père — archiprêtre Sergueï Sergueïevitch Sadkovski
- Georges (archimandrite Guérassime (Sadkovski) 1890-1920)
- Olga (née en 1894)
- Léon (évêque Georges (Sadkovski) 1896-1948)
- Nathalie (née en 1899)
- Xénia (née en 1901)
- Pierre (né en 1903)
- Grégoire (né en 1905)
- Michel (né en 1907)